# بیوولف

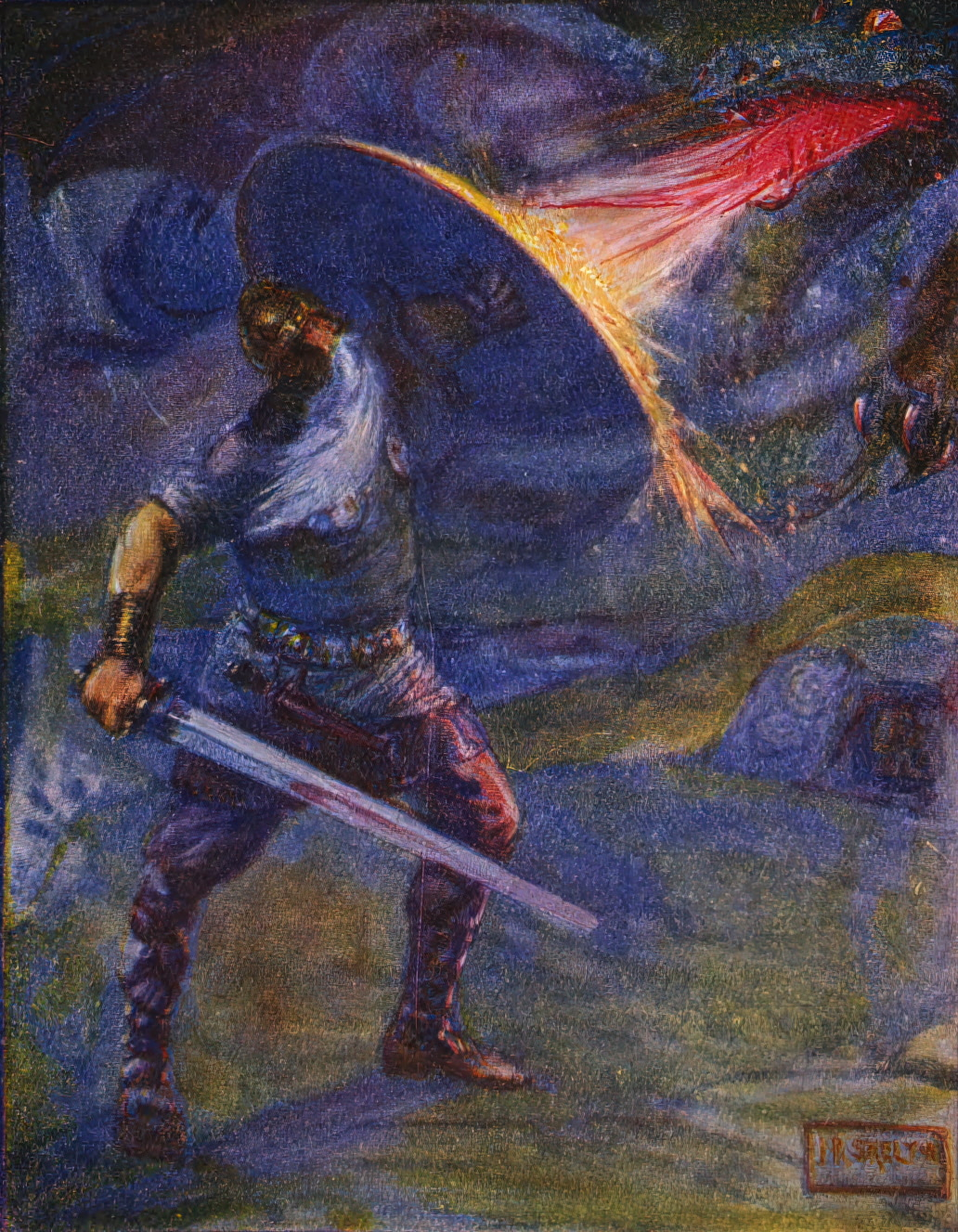
نبرد بیوولف با اژدها.

بـِیُوولف (Beowulf) نخستین حماسه شناخته شدهٔ اروپایی از نویسنده‌ای ناشناس است. این حماسه به زبان انگلیسی کهن نوشته شده و یکی از برجسته‌ترین نوشته‌های ادبی آنگلوساکسون شناخته می‌شود. تاریخ‌نگاران نگارش آن را میان ۷۰۰ تا ۱۰۰۰ میلادی برآورد کرده‌اند. این رزمنامه که از سده نوزدهم به این سو به نام بیوولف نامور شده‌است به داستان نبردهای پهلوانی به نام بیوولف می‌پردازد که یک قبیله دانمارکی را از دست جانور خونخواری به نام گرندل می‌رهاند و سپس در دریا فرومی‌رود تا مادر آن جانور را هم بکشد. و پس از آن پادشاه قبیله خود می‌شود ولی سرانجام در جنگ با اژدها کشته می‌شود.
این داستان بن‌مایه و الگوی بسیاری از حماسه‌های پس از خود شده‌است. نامورترین و امروزی‌ترین آن‌ها اثر پروفسور تالکین، «سه‌گانهٔ ارباب حلقه‌ها» است که به گفتهٔ خود او برداشت زیادی از بیوولف داشته‌است. در آن زمان تالکین بزرگ‌ترین بیوولف‌شناس و پژوهشگر در این باره به‌شمار می‌رفته‌است و بیشترین شمار جستارهای پژوهشی از آن وی بوده‌اند. همچنین بخشی در هابیت که بیلبو به کنام اسماگ می‌زند هم به روشنی همانندی زیادی به داستان شبیخون بیوولف به غار گرندل پیش از درگیر شدن با او دارد.
با اینکه این نگاشته به زبان انگلیسی کهن نوشته شده‌است، اما بیوولف پهلوانی اسکاندیناویایی‌تبار است. پیوستگی سه‌هزار بیت بیوولف نشان از آن دارد که همه نگاشته از آن یک نویسنده بوده‌است.
امراله ابجدیان در کتاب تاریخ ادبیات انگلیس در مورد این حماسه می‌گوید: " اهمیت حماسهٔ بیوولف در این است که تمام رسوم دنیای عصر قهرمانی به وسیلهٔ شاعر منعکس می‌شود. بیان ارزش‌های قهرمان، سخاوت شاهانه، وفاداری امیران، عطش کسب شهرت از راه شجاعت و بردباری، لاف و گزاف قبل و بعد از جنگ، افتخار به اصل و نسب و نظیر این ارزش‌ها همگی با ویژگی‌های حماسه هماهنگند. اگرچه شرح عجیب بیوولف با عجایب ادیسه متفاوت است و امتزاج عناصر عیسوی و ژرمنی آن را تا حدی تضعیف کرده، با این حال بیوولف قدیمی‌ترین حماسه به یک زبان تئوتونی است که با بیان زمینهٔ فرهنگی و اجتماعی عصر قهرمانی ملل ژرمن، بیانگر رسوم سنتی آن عصر است.
حماسهٔ بیوولف در ۳۱۲۸ مصراع در قرن هشتم سروده شده و تنها نسخهٔ موجود به لهجهٔ ساکسون غربی است که در قرن دهم نگاشته شده‌است. قهرمانان و صحنه‌های حماسه همگی اسکاندیناویایی بوده و غیر از زبان هیچ چیز دیگرش انگلیسی نیست (هرچند اقوام اسکاندیناوی و قوم آنگلوساکسون هردو از تبار ژرمن و خویشاوند می‌باشند). حماسه شامل دو داستان مجزا از دلاوری‌های جوانی و پیری بیوولف است و شخصیت قهرمان داستان به این دو نیمه وحدت می‌بخشد.